# Arrondissement de Schmalkalden-Meiningen

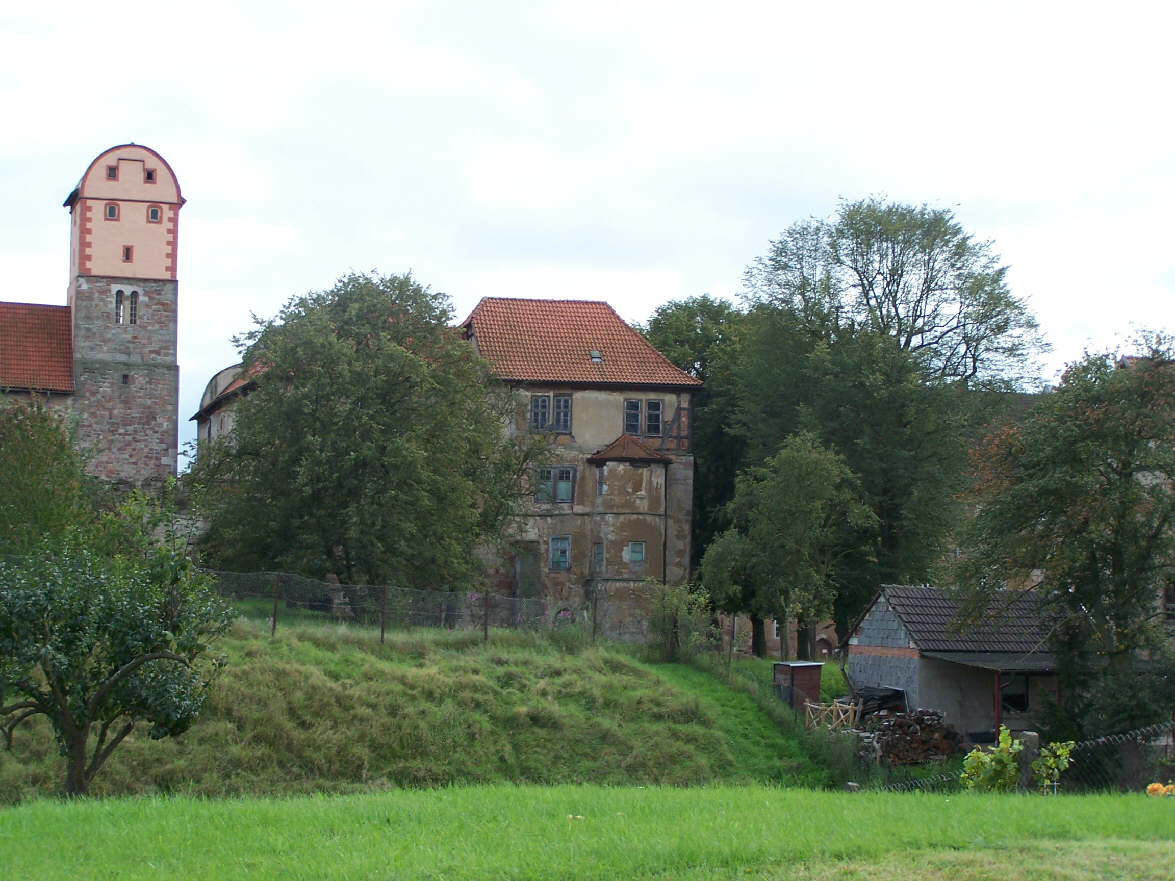
La basilique et le château de Breitungen, à Breitungen/Werra.

L'arrondissement de Schmalkalden-Meiningen est un arrondissement (« Landkreis » en allemand) de Thuringe (Allemagne).
Son chef-lieu est Meiningen.

## Villes, communes & communautés d'administration
(nombre d'habitants en 2012)
| Villes ¹ Commune qui remplit les fonctions administratives pour cinq autres communes ² Commune membre d'une communauté d'administration 1. Brotterode-Trusetal (6 457) 2. Meiningen ¹ (20 826) 3. Oberhof (1 666) 4. Schmalkalden (19 463) 5. Steinbach-Hallenberg (5 084) 6. Wasungen ² (3 467) 7. Zella-Mehlis (10 855) | Communes ³ La ville de Meiningen remplit les fonctions administratives 1. Benshausen (2 409) 2. Breitungen/Werra, (4 869), rempli aussi les fonctions administratives pour 1. Fambach (2 159) 2. Rosa (745) 3. Roßdorf (678) 3. Floh-Seligenthal (6 209) 4. Grabfeld (5 503) 5. Henneberg ³ (529) 6. Rhönblick (2 806) 7. Rippershausen ³ (871) 8. Stepfershausen ³ (641) 9. Sülzfeld ³ (863) 10. Untermaßfeld ³ (1 290) |

Communautés d'administration (Verwaltungsgemeinschaften)

* Siège administratif
| - 1. Verwaltungsgemeinschaft Dolmar-Salzbrücke (9 705) 1. Belrieth (360) 2. Christes (601) 3. Dillstädt (821) 4. Einhausen (442) 5. Ellingshausen (246) 6. Kühndorf (1 001) 7. Leutersdorf (253) 8. Neubrunn (552) 9. Obermaßfeld-Grimmenthal (1 221) 10. Ritschenhausen (327) 11. Rohr (979) 12. Schwarza * (1 256) 13. Utendorf (468) 14. Vachdorf (816) 15. Wölfershausen (362) - 2. Verwaltungsgemeinschaft Haselgrund (5 773) 1. Altersbach (497) 2. Bermbach (544) 3. Oberschönau (816) 4. Rotterode (756) 5. Springstille (608) 6. Unterschönau (547) 7. Viernau * (2 005) | - 3. Verwaltungsgemeinschaft Hohe Rhön (5 158) 1. Aschenhausen (178) 2. Birx (181) 3. Erbenhausen (556) 4. Frankenheim/Rhön (1 149) 5. Kaltensundheim * (785) 6. Kaltenwestheim (953) 7. Melpers (91) 8. Oberkatz (277) 9. Oberweid (529) 10. Unterweid (459) | - 4. Verwaltungsgemeinschaft Wasungen-Amt Sand (11 549) 1. Friedelshausen (314) 2. Hümpfershausen (418) 3. Mehmels (349) 4. Metzels (679) 5. Oepfershausen (486) 6. Schwallungen (2 456) 7. Unterkatz (388) 8. Wahns (430) 9. Wallbach (356) 10. Walldorf (2 196) 11. Wasungen, ville * (3 467) |